# دوغالد ماكفيرسن
دوغالد ماكفيرسن (بالإنجليزية: Dugald Macpherson)‏ هو رياضياتي بريطاني، ولد في 1959.

## وصلات خارجية
- الموقع الرسمي